# Will H. Hays
William (Will) Harrison Hays, född 5 november 1879, död 7 mars 1954, var en amerikansk jurist, politiker och filmman.
Will Hays var överste i reserven och blev redan som ung en framstående republikansk politiker, varjämte han nedlade ett stort arbete inom amerikanska Röda Korset, Frälsningsarmén och olika invalidstiftelser. Han blev 1921 postminister, en position han dock lämnade redan 1922 för att bli president för den nygrundade institutionen Motion Picture Producers and Distributors Association of America. Hays fick en mycket stor makt, som han även utnyttjade på ett sätt som gjorde att han ofta kallades "Amerikas filmtsar".